# عبد الله صفي الدين
عبد الله صفي الدين (وُلد في 8 يوليو 1960 في جنوب لبنان) هو شخصية لبنانية يشغل منصب ممثل حزب الله في طهران. وهو شقيق هاشم صفي الدين الذي ترأس المجلس التنفيذي لحزب الله حتى استهدافه من قبل غارة جوية إسرائيلية في الضاحية الجنوبية لبيروت في 2024، حيث قُتل في الهجوم.

## التورط في الشبكات المالية
لقد تم ربط عبد الله صفي الدين بالشبكات المالية التي تدعم أنشطة حزب الله. فمنذ عام 2008، ترأس شبكة إجرامية عالمية لحزب الله قامت بتهريب المخدرات والأسلحة وغسيل الأموال. 

## العلاقة مع البنك اللبناني الكندي
في عام 2011، حددت شبكة تنفيذ الجرائم المالية (FinCEN) التابعة لوزارة الخزانة الأمريكية دور عبد الله صفي الدين في تمكين المسؤولين الإيرانيين من الوصول إلى البنك اللبناني الكندي، الذي تم تصنيفه لاحقاً كمؤسسة مالية يشتبه بها بالتورط في غسيل الأموال. 

## التصنيف كإرهابي عالمي
في عام 2018، صنفت وزارة الخزانة الأمريكية عبد الله صفي الدين كإرهابي على مستوى عالمي بشكل خاص (SDGT) بموجب الأمر التنفيذي رقم 13224. يتضمن هذا التصنيف فرض عقوبات مثل تجميد الأملاك وفرض الحظر على معاملات الأشخاص الأمريكيين معه. 

## دوره كمبعوث لحزب الله في إيران
يشغل عبد الله صفي الدين منصب ممثل حزب الله في طهران، ويعمل كحلقة وصل بين إيران وحزب الله. يُبرز دوره الروابط الوثيقة بين حزب الله والحكومة الإيرانية، لا سيما مع الحرس الثوري الإيراني. وتعتبر أنشطته أساسية في الشبكات المالية والعملياتية لحزب الله، مما يساهم في قدرة الحزب على تنفيذ عملياته على الساحتين الإقليمية والدولية.